# چاکرا ریشه

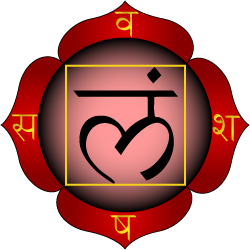
چاکرای مولاهارا دارای چهار گلبرگ است که حروف سنسکریته va, scha, sha و sa را دارد. هجای مرکزی لام است. تاتوی زمین با یک مربع زرد نشان داده شده‌است.

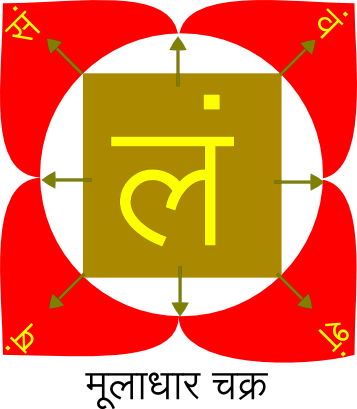
چاکرای ریشه

چاکرا ریشه (سانسکریت: मूलाधार، IAST:, Mūlādhāra)، روشن شده "ریشه و اساس وجود". مولا به معنای ریشه و آدهارا به معنی پایه است) یکی از هفت چاکرای اصلی است که بر اساس تانتریسم هندو وجود دارد. نماد آن با نیلوفر آبی با چهار گلبرگ و رنگ صورتی یا قرمز است.
مفاهیم  : پیش ، پشت ، زیر ، بالا ، زبر ، پس ، ته ، جلو ، میان و ...  
هر کسی از یکی از مفاهیم شاید  دارد  می گوید .
کسی که از ته می گوید مانند کسانی که زبان سانسکریت گفتگو می کنند . اگر ته اشان آماده باشد  نیروها از پرانا ( محل رابطت جنس  ) وارد تن شان می شود و به مرور نیرو ها راه باز می کنند. تا اینکه حس می شود ،  نیرو از  محل رابطت جنس   وارد می شود و از بالاترین بخش سر خارج می شوند  و  جریان نیرو باعث ایجاد پاکی معنوی شده و دیگر ،  هیچگونه   گرفتگی ، بستگی ، انسداد ، خفگی و ...  نخواهید داشت .

## شرح
مولادهارا در نزدیکی شبکه استخوان دنبالچه در زیر استخوان ساکرومیت قرار دارد، در حالی که کشترام یا نقطه فعال سازی سطحی آن، بین پرینه و استخوان دنبالچه یا استخوان لگن قرار دارد. به دلیل موقعیت مکانی و ارتباط آن با عمل دفع، با مقعد همراه است. گفته می‌شود که مولادهارا پایه ای است که سه کانال اصلی روحی یا نادی‌ها از آن پدیدار می‌شوند: آیدا، پینگالا و سوشومنا. همچنین اعتقاد بر این است که مولادهارا اقامتگاه ظریف خدای هندو گاناپاتی است. در عالی‌ترین نیایش مورد احترام برای Ganapati , Ganapati Atharvashirsha، ذکر شده‌است که «کسی که پروردگار Ganapati را عبادت می‌کند، به راحتی مفهوم را درک می‌کند و برهمن را درک می‌کند».

### ظاهر
نماد آن با یک نیلوفر آبی قرمز، چهار شاخه دار و یک مربع زرد در مرکز آن قرار دارد. هر گلبرگ یکی از سانسکریت هجا वं VAM، शं سام، षं سام، و सं سام بر روی آن با طلا نوشته شده‌است، به نمایندگی از چهار vrittis: بزرگ‌ترین شادی، لذت طبیعی، لذت در کنترل شور و سعادت در غلظت. یا ممکن است نشان دهنده دارما (اشتیاق روانی معنوی)، artha (اشتیاق روانی)، کاما (اشتیاق فیزیکی) و به چرخه‌شکنی (اشتیاق برای رهایی معنوی). هشت نیزه از کناره‌ها و گوشه‌های مربع نشان می‌دهد.
خدای ایندرا با مولاهارا در ارتباط است. در این تصاویر او زرد، چهار بازو است و یک وجرا و یک نیلوفر آبی در دستان خود دارد. او بر روی فیل سفید Airavata سوار شده‌است، که دارای هفت تنه است که نشان دهنده هفت عنصر لازم برای حمایت از زندگی است. گاهی اوقات، گانشا با مولاهارا نیز در ارتباط است. در این تصاویر، او پوستی نارنجی دارد، دهوتی زرد بر سر دارد و روسری حریر سبز به دور شانه‌های خود می‌اندازد. او در سه دست یک لادو، یک گل نیلوفر آبی و یک هچ را در دست دارد و دست چهارم در مودرا از بین بردن ترس پرورش یافته‌است.

### دانه مانترا
هجای دانه مانترا लं laṃ است. درون bindu، نقطه‌ای که بخشی از حرف را تشکیل می‌دهد، برهما است. او قرمز پررنگ است، دارای چهار چهره و چهار بازو، عصا، گلدان مقدس شهد و جاپای مالا را در دست دارد با ژست ترس. همچنین او ممکن است به جای عصا و جاپا مال، یک گل نیلوفر آبی و کتاب مقدس را در دست داشته باشد. او روی یک قو نشسته‌است. الهه داکینی، شاکتی او، با او به تصویر کشیده شده‌است. او زیبا، دارای سه چشم و چهار بازو است. داکینی معمولاً با پوستی قرمز یا سفید، در حالی که یک سه‌گانه، عصای چارچوب، قو و ظرف آشامیدنی در دست دارد، به تصویر کشیده می‌شود و روی یک قو نشسته‌است. در بعضی مواقع، او به جای قو و ظرف آشامیدنی، شمشیر و سپر در دست دارد.

### صندلی کندالینی
در مرکز مربع، زیر هجای بذر، یک مثلث معکوس قرمز عمیق وجود دارد. گفته می‌شود شاکتی کندالینی در اینجا می‌خوابد، منتظر برانگیخته شدن و بازگرداندن آن به برهمن، مبدأی که از آن به وجود آمده‌است. این با ماری که سه و نیم بار دور لنگام خاکستری دودی پیچیده‌است، نشان داده می‌شود.

## عملکرد
مولادهارا پایه و اساس «بدن انرژی» محسوب می‌شود. سیستم‌های یوگیک بر اهمیت ثبات این چاکرا تأکید می‌کنند. بیداری کوندالینی از اینجا آغاز می‌شود. همچنین به عنوان صندلی «bindu قرمز» یا قطره ظریف شناخته می‌شود، که تا «bindu سفید» در سر افزایش می‌یابد تا انرژی‌های زنانه و مردانه، Shakti و Shiva را متحد کند.
با عنصر زمین، حس بویایی و عمل دفع همراه است.
"با مراقبه بر روی او که در چاکای مولاهارا می‌درخشد، با درخشش ده میلیون خورشید، یک مرد ارباب گفتار و پادشاه در میان انسانها می‌شود، و در همه نوع یادگیری ماهر می‌گردد. او همیشه از همه بیماری‌ها آزاد می‌شود و روح او سرشار از شادی و نشاط می‌شود. او با سخنان عمیق و موسیقیایی خود خلوص ورزیده، در خدمت بزرگترین Devas است. "